# Luciano Cordeiro

Luciano Baptista Cordeiro de Sousa

Luciano Baptista Cordeiro de Sousa (* 21. Juni 1844 in Mirandela, Alto Trás-os-Montes; † 24. Dezember 1900 in Lissabon) war ein portugiesischer Schriftsteller und Geograf.
Cordeiro war erst in der portugiesischen Marine tätig, verließ diese dann, um sich dem Journalismus zu widmen, und wurde später Mitbegründer der Geographischen Gesellschaft zu Lissabon (Sociedade de Geografia de Lisboa) (deren Sekretär er später war) sowie Professor der Philosophie am Militärkolleg. Er machte dabei Reisen durch ganz Europa, die ihm Stoff zu nationalökonomischen und anderen wissenschaftlichen Arbeiten lieferten, und redigierte 1879 und 1880 den Commercio de Lisboa, sodann den Diario de Lisboa, nachdem er früher bereits an verschiedenen Zeitschriften als Redakteur oder Mitarbeiter gearbeitet hatte. Er war Mitglied der Regenerationspartei (Partido da Regeneração).
Außer Schriften über die Bankfrage und seinen Reiseberichten durch Frankreich, Bayern, Österreich und Italien („Viagens“, 1874–75, 2 Bde.) veröffentlichte er „Livro de crítica“, eine Sammlung geistvoller ästhetisch-kritischer Essays (1869–71, 2 Bde.), und die französisch geschriebenen Werke: „De la part prise par les Portugals dans la découverte de l'Amérique“ (1875) und „L'hydrographie africaine“ (1879). Im Jahr 1879 weilte Cordeiro in Rio de Janeiro im Interesse seines Landes bei der dortigen Ausstellung. Er nahm 1884 an der Kongokonferenz teil.

## Werke (Auswahl)
- Livro de crítica: arte e litteratura portugueza d'hoje : 1868–1869. Porto, 1869.
- Segundo livro de crítica : arte e litteratura portugueza d'hoje : (livros, quadros e palcos). Porto: Typographia Lusitana, 1871.
- De la part prise par les Portugais dans la découverte de l’Amérique, 1875.
- L’Hydrographie africaine, 1879
- Dos Bancos portuguezes. Lisbon, 1873.
- Viagens: França, Baviera, Áustria e Itália. Lissabon 1875.
- Estros e palcos. Lisboa: Typ. Universal, 1874.
- O livro da princesa : cartas a Madame Letizia Bonapart-Wyse, literàriamente princesa Rattazzi.
- Soror Marianna: a freira portugueza. 1891.

Dieser Artikel basiert auf einem gemeinfreien Text aus Meyers Konversations-Lexikon, 4. Auflage von 1888 bis 1890.
| Personendaten    | Personendaten                                                            |
| ---------------- | ------------------------------------------------------------------------ |
| NAME             | Cordeiro, Luciano                                                        |
| ALTERNATIVNAMEN  | Cordeiro de Sousa, Luciano Baptista; Sousa, Luciano Baptista Cordeiro de |
| KURZBESCHREIBUNG | portugiesischer Schriftsteller                                           |
| GEBURTSDATUM     | 21. Juni 1844                                                            |
| GEBURTSORT       | Mirandela                                                                |
| STERBEDATUM      | 24. Dezember 1900                                                        |
| STERBEORT        | Lissabon                                                                 |